# Italia en los Juegos Paralímpicos
Italia en los Juegos Paralímpicos está representada por el Comité Paralímpico Italiano, miembro del Comité Paralímpico Internacional.
Ha participado en todas las ediciones de los Juegos Paralímpicos de Verano (17 en total). El país ha obtenido un total de 672 medallas en las ediciones de verano: 191 de oro, 218 de plata y 263 de bronce.
En los Juegos Paralímpicos de Invierno ha participado en doce ediciones, siendo Geilo 1980 su primera aparición en estos Juegos. El país ha conseguido un total de 73 medallas en las ediciones de invierno: 16 de oro, 25 de plata y 32 de bronce.
Este país fue anfitrión de los Juegos Paralímpicos de Verano en una ocasión: Roma 1960, y de los Juegos Paralímpicos de Invierno en una ocasión: Turín 2006.

## Medallero

### Por edición
| Evento                                | Oro | Plata | Bronce | Total |
| ------------------------------------- | --- | ----- | ------ | ----- |
| Roma 1960                             | 29  | 29    | 24     | 82    |
| Tokio 1964                            | 14  | 15    | 16     | 45    |
| Tel Aviv 1968                         | 12  | 10    | 17     | 39    |
| Heidelberg 1972                       | 8   | 4     | 5      | 17    |
| Toronto 1976                          | 2   | 5     | 11     | 18    |
| Arnhem 1980                           | 6   | 5     | 9      | 20    |
| Nueva York 1984 Stoke Mandeville 1984 | 9   | 19    | 14     | 42    |
| Seúl 1988                             | 16  | 15    | 27     | 58    |
| Barcelona 1992                        | 10  | 7     | 18     | 35    |
| Atlanta 1996                          | 11  | 20    | 14     | 45    |
| Sídney 2000                           | 9   | 8     | 10     | 27    |
| Atenas 2004                           | 4   | 8     | 7      | 19    |
| Pekín 2008                            | 4   | 7     | 7      | 18    |
| Londres 2012                          | 9   | 8     | 11     | 28    |
| Río de Janeiro 2016                   | 10  | 14    | 15     | 39    |
| Tokio 2020                            | 14  | 29    | 26     | 69    |
| París 2024                            | 24  | 15    | 32     | 71    |
| TOTAL                                 | 191 | 218   | 263    | 672   |

| Evento              | Oro | Plata | Bronce | Total |
| ------------------- | --- | ----- | ------ | ----- |
| Geilo 1980          | 0   | 0     | 0      | 0     |
| Innsbruck 1984      | 0   | 0     | 1      | 1     |
| Innsbruck 1988      | 3   | 0     | 6      | 9     |
| Albertville 1992    | 0   | 1     | 3      | 4     |
| Lillehammer 1994    | 0   | 7     | 6      | 13    |
| Nagano 1998         | 3   | 4     | 3      | 10    |
| Salt Lake City 2002 | 3   | 3     | 3      | 9     |
| Turín 2006          | 2   | 2     | 4      | 8     |
| Vancouver 2010      | 1   | 3     | 3      | 7     |
| Sochi 2014          | 0   | 0     | 0      | 0     |
| Pyeongchang 2018    | 2   | 2     | 1      | 5     |
| Pekín 2022          | 2   | 3     | 2      | 7     |
| TOTAL               | 16  | 25    | 32     | 73    |

### Por deporte
| Evento                     | Oro | Plata | Bronce | Total |
| -------------------------- | --- | ----- | ------ | ----- |
| Atletismo                  | 58  | 63    | 75     | 196   |
| Bolos sobre hierba         | 0   | 0     | 2      | 2     |
| Ciclismo                   | 17  | 17    | 24     | 58    |
| Dartchery                  | 0   | 0     | 1      | 1     |
| Deportes ecuestres         | 0   | 1     | 3      | 4     |
| Esgrima en silla de ruedas | 30  | 36    | 31     | 97    |
| Golbol                     | 1   | 0     | 0      | 1     |
| Judo                       | 0   | 1     | 4      | 5     |
| Levantamiento de potencia  | 0   | 0     | 1      | 1     |
| Natación                   | 63  | 70    | 73     | 206   |
| Piragüismo                 | 0   | 0     | 1      | 1     |
| Remo                       | 1   | 0     | 0      | 1     |
| Snooker                    | 0   | 0     | 3      | 3     |
| Taekwondo                  | 0   | 0     | 1      | 1     |
| Tenis de mesa              | 7   | 12    | 21     | 40    |
| Tiro                       | 5   | 2     | 7      | 14    |
| Tiro con arco              | 9   | 12    | 13     | 34    |
| Triatlón                   | 0   | 4     | 3      | 7     |
| TOTAL                      | 191 | 218   | 263    | 672   |

| Evento         | Oro | Plata | Bronce | Total |
| -------------- | --- | ----- | ------ | ----- |
| Biatlón        | 0   | 0     | 1      | 1     |
| Esquí alpino   | 12  | 20    | 22     | 54    |
| Esquí de fondo | 4   | 4     | 9      | 17    |
| Snowboard      | 0   | 1     | 0      | 1     |
| TOTAL          | 16  | 25    | 32     | 73    |